# Прапор Руанди
Прапор Руанди — один з офіційних символів держави Руанда. Прийнятий 25 жовтня 2001.

## Історія
Колишнім прапором Руанди був червоно-жовто-зелений триколор із великою буквою R, яка служила для розрізнення прапора Руанди від в останньому ідентичного йому прапора Гвінеї. Прапор був змінений, оскільки колишній нагадував про руандійський геноцид.
Нинішній прапор містить три смуги: блакитну із зображенням сонця жовтого кольору у правому верхньому куті, жовту і зелену. Співвідношення розмірів смуг: блакитна — 1:2, жовта — 1:4, зелена — 1:4.
Значення кольорів: блакитний колір символізує щастя та мир; жовтий символізує економічний розвиток; зелений — надію на добробут. Жовте сонце символізує просвітлення. Новий прапор загалом символізує національну єдність, повагу до праці, героїзму і впевненість в завтрашньому дні.

## Галерея

Прапор Руанди у 1962-2001 роках
Прапор Королівства Руанди у 1959-1962 роках